# Retina-Implantat
Retina-Implantate sind Sehprothesen für stark sehbehinderte oder blinde Menschen, deren Rezeptorzellen der Netzhaut (Retina) krankheitsbedingt ihre Funktion verloren haben, deren Sehnerv aber noch eine intakte Verbindung zum Gehirn bildet, wie dies vor allem bei fortgeschrittener Retinitis pigmentosa (RP) vorkommt.

## Funktionsprinzip
Es gibt verschiedene Ansätze, die Funktion degenerierter Rezeptorzellen der Netzhaut künstlich zu ersetzen. Das Funktionsprinzip ist aber im Wesentlichen identisch: Bilder der Umgebung werden in elektrische Impulse umgewandelt und an die Nerven weitergegeben.
In den letzten Jahren wurden zwei erfolgversprechende Systeme entwickelt, das subretinale Implantat und das epiretinale Implantat. Das subretinale Implantat wird im Auge unter der Netzhaut eingesetzt, während das epiretinale Implantat auf die Netzhaut implantiert wird. Aktuelle Studien zum epiretinalen Implantat belegen, dass Patienten in der Lage sind, Objekte zu erkennen und zu ergreifen. Außerdem wurde gezeigt, dass Patienten Buchstaben mit einer Größe von bis zu 0,9 cm lesen können.

### Das Subretinale Implantat
Das subretinale Retinaimplantat besteht im Wesentlichen aus
- Photodioden-Array
- Mikrochip
- Stimulations-Elektroden-Array
- Energieversorgungseinheit

Das Implantat liegt zwischen der Netzhaut und der Aderhaut und wird lediglich durch den Augeninnendruck fixiert.
Vereinfacht dargestellt wandelt das Photodioden-Array das auf die Netzhaut treffende Bild in eine 2-dimensionale Verteilung elektrischer Impulse um.
Dabei liefert jedes Diodenelement einen Impuls, entsprechend der Intensität des einstrahlenden Lichts. Die Ortsauflösung des Bildes auf der Netzhaut hängt in erster Linie von der räumlichen Dichte des Dioden-Arrays ab. Dabei kommen Dioden-Arrays mit ca. 1500 Dioden auf einer Fläche von ca. 3×3 mm² zum Einsatz. Dies entspricht einem Gesichtsfeld von 10° bis 12°. Bisher konnte eine Sehschärfe von maximal 0,037 erreicht werden.
Die elektrischen Signale des Arrays werden dann durch die im Mikrochip integrierte Schaltung verstärkt und durch die Stimulations-Elektroden an die intakten Nervenzellen der Netzhaut weitergeleitet. Die für den Verstärkungsprozess benötigte Energie wird von außen durch Infrarotstrahlung oder induktiv in das System eingekoppelt. Da die Photodioden und die Stimulations-Elektroden direkt nebeneinander auf dem Mikrochip angebracht sind, ist keine weitere Verarbeitung der Signale nötig.
Die Entwicklung des subretinalen Implantats ist vorangeschritten und inzwischen hat das Forscherteam um Professor Eberhart Zrenner (Tübingen/Reutlingen) die subretinalen Chips so weit entwickelt, dass Formensehen möglich ist. Miikka T. konnte in Tübingen so einen Apfel von einer Banane unterscheiden und seinen Namen aus Riesenbuchstaben lesen (und dabei einen Schreibfehler in ihm entdecken). Am 18. Dezember 2009 erhielt Professor Eberhart Zrenner in München den Karl-Heinz-Beckurts-Preis für seine Verdienste der Forschung und Entwicklung dieser subretinalen Chips.
Im Juli 2013 hat die Retina Implant AG, Reutlingen das Konformitätsbewertungsverfahren für das Retina Implant Alpha IMS erfolgreich abgeschlossen und kann das Implantat seitdem mit dem CE-Zeichen kennzeichnen.

### Das Epiretinale Implantat
Das Epiretinale Implantat besteht aus
- Videokamera (üblicherweise in eine Brille integriert)
- Mikrochip
- Übertragungseinheit zur Übermittlung von prozessierten Kameradaten zum Implantat
- Stimulations-Elektroden-Array
- Energieversorgungseinheit

Das Implantat liegt auf der Netzhaut. Da der Glaskörper bei der Implantation routinemäßig entfernt wird, muss das Implantat an der Netzhaut fixiert werden. Die Operation für die epiretinalen Implantate ist einfach und sicherer als der subretinale Ansatz.
Beim epiretinalen Implantat wird das Bild durch eine externe Videokamera aufgenommen und in elektrische Signale umgewandelt. Diese werden dann drahtlos an ein implantiertes Elektroden-Array übertragen, welches die Nerven in der Netzhaut entsprechend stimuliert. Der größte Nachteil des epiretinalen Implantats ist, dass das Bild nicht im Auge aufgenommen wird, sondern durch eine externe Kamera. Dadurch kann nicht die natürliche Beweglichkeit des Auges genutzt werden um die Umgebung zu erfassen. Es muss die Kamera gedreht werden um seine Änderung der Blickrichtung zu erreichen. Darüber hinaus erfolgt beim epiretinalen Implantat die Signalverarbeitung extern vor der Übermittlung der Signale zum Elektroden-Array während beim subretinalen Implantat die „Signalverarbeitung“ vom Auge selbst durchgeführt wird. Dies führt zu einer erhöhten Komplexität des Systems.
Das erste epiretinale Implantat, das ARGUS-Gerät, besteht aus einem Platin-Array mit 16 Elektroden. Die klinische Phase-I-Studie mit ARGUS begann im Jahr 2002 mit der Implantation von sechs Patienten mit dem Gerät. Das ARGUS-II-Gerät enthält 60 Elektroden. Vorläufige Ergebnisse bei 30 Patienten wurden im Jahr 2012 veröffentlicht.

## Forschung an Weiterentwicklungen
Am Tierversuch wird an einer Technologie geforscht, mit der eine höhere Auflösung als mit Retina-Implantaten erreicht werden könnte. Forscher der Arbeitsgruppe von Fabio Benfenati und Guglielmo Lanzani injizierten blinden Ratten lichtempfindliche Nanopartikel ins Auge und überprüften dann deren Sehstärke. Die Forscher gehen davon aus, dass sich die Nanopartikel auf der Netzhaut verteilen, dort in Zell-Membranen eingebaut werden und bei Lichteinfall die Nervenzellen anregen. Nach der Behandlung war die Sehstärke der Ratten nicht von der Sehstärke sehender Ratten zu unterscheiden. Die Wirkung einer einmaligen Injektion hielt bis zu acht Monate an. Weitere Versuche sollen an Schweinen erfolgen.